# Oschatzia
Oschatzia es un género monotípico de planta herbácea perteneciente a la familia Apiaceae.  Su única especie: Oschatzia saxifraga, es originaria de Australia.

## Descripción
Son hierbas  que alcanzan un tamaño de hasta 20 cm de altura, con una base rizomatosa suelta, glabra. Las hojas con lámina estrecha espatuladas, de 2.5-4 cm de largo, 3-10 mm de ancho, por lo general con 3-6 dientes o lóbulos irregulares agudos en el ápice, glabros; y pecíolo de 3-7 cm de largo. Las inflorescencias en umbelas irregulares compuestas de 3-9 flores; pedúnculo 10-15 cm de largo; rayos 2 o 3, 2.5-4 cm de largo; pedicelos mm de largo. Flores de 3-5 mm de diámetro. Sépalos diminutos. Pétalos ovados, de 1.5-2 mm de largo, blancos.
El fruto ovoide, de 3.5-4 mm de largo, c. 1,5 mm de ancho, de manera uniforme nervado, glabro.

## Distribución y hábitat
Crece en herbazales subalpinos y alpinos, en pantanos con sphagnum y grava en los bancos del río, al sur del distrito de Kosciusko en Nueva Gales del Sur. 

## Taxonomía
Oschatzia saxifraga fue descrita por  (Hook.f.) Walp. y publicado en Annales Botanices Systematicae 1: ?. 1848[1849].
Sinonimia
- Microsciadium saxifraga Hook. f. basónimo [3]